# Мамонтов, Иван Николаевич
Иван Николаевич Мамонтов (1846—1899) — российский меценат, промышленник, общественный деятель, кандидат права, гласный Московской думы, почётный мировой судья, двоюродный брат Саввы Ивановича Мамонтова, отец Сергея Ивановича Мамонтова.

## Биография
Иван Николаевич Мамонтов родился 7 сентября 1846 г. в Перми в семье чистопольского купца Николая Федоровича (1807 - 1860 гг.) и его жены Веры Степановны, и приходился двоюродным братом Савве Ивановичу Мамонтову, известному в России меценату и предпринимателю.
Детство и юность Ивана прошли в столичном регионе.
В 1868 году Иван Николаевич женился на Екатерине Александровне, урожденной Робер. В браке у супругов родилось семеро детей: четыре сына и три дочери. Кроме того, они воспитывали племянницу Екатерины Александровны, осиротевшую в 4 года.
19 июня 1887 г. Иван Николаевич Мамонтов возглавил Комиссию о пользах и нуждах общественных в г. Москве, где он разработал новую систему благотворительности. В результате был создан проект «Народное здравие», в основу которого легла идея Мамонтова о широком привлечении в дела милосердия частного капитала. Благодаря этому проекту в Москве были открыты: 49 приютов и яслей на 1709 детей; 33 богадельни на 1480 человек; 49 бесплатных и дешевых квартир, рассчитанных на 285 взрослых и 227 детей; 9 учебных швейных мастерских для девочек; сапожная и столярная мастерские для мальчиков и 6 мастерских для женщин-надомниц; 8 бесплатных столовых; 2 библиотеки. Помощь получали десятки тысяч людей. В попечительские общества по призрению бедных, созданные Мамонтовым, входили многие известные лица, в том числе и граф Л. Н. Толстой.
И. Н. Мамонтову принадлежали земли у сел Пекуново и Подберезье в Тверской губ., винокуренный завод.
Умер И. Н. Мамонтов в 1899 году и был похоронен за алтарем церкви Похвалы Пресвятой Богородицы в Ратмино (ныне Дубна), которую расширял на собственные средства.